# Olav Selvaag

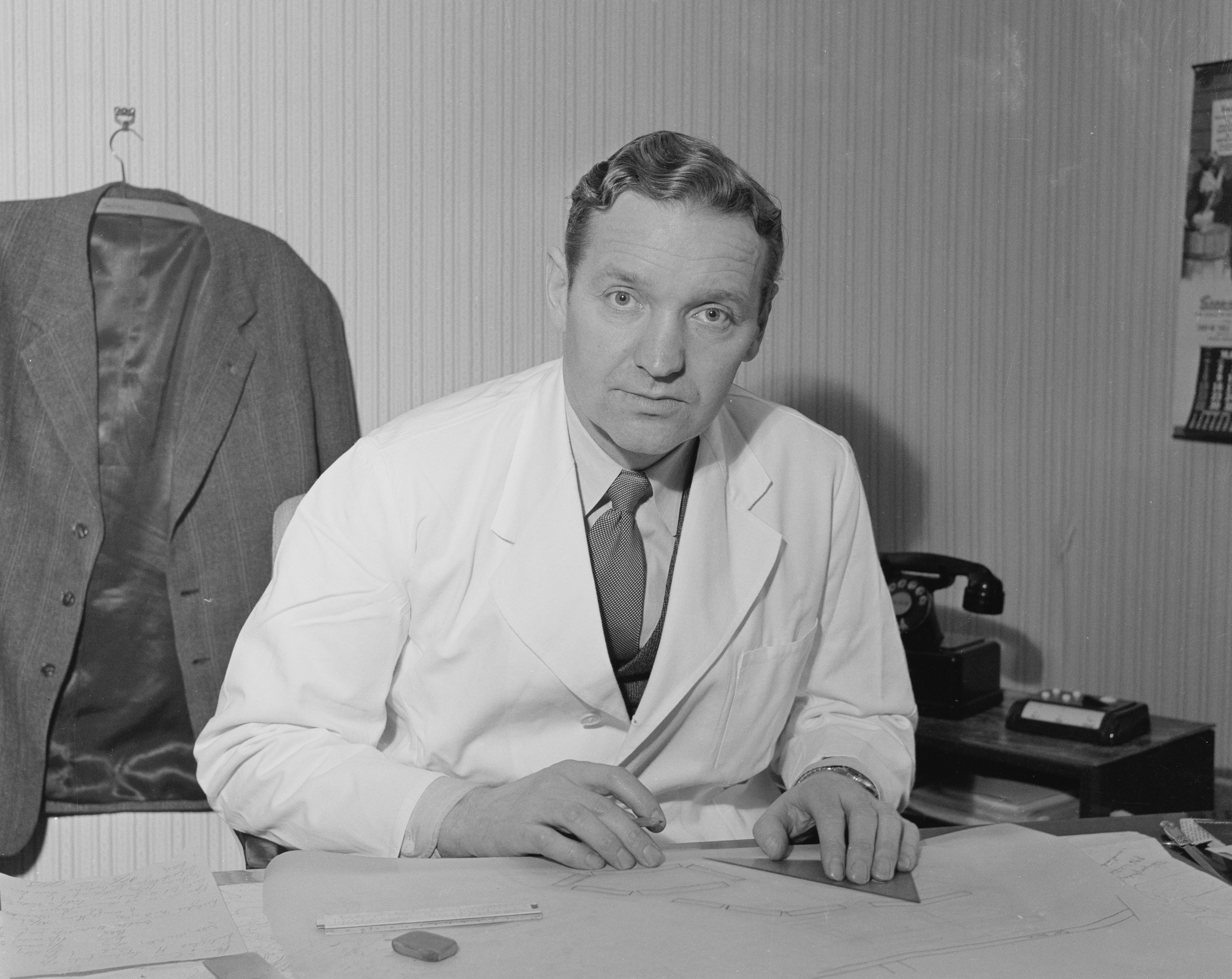
Olav Selvaag, 1956

Jens Olav Walaas Selvaag, född 17 december 1912 på Lista, död 14 januari 2002 i Oslo, var en norsk ingenjör och byggmästare. Han blev känt för sitt innovativa sätt att producera bostäder i stora antal och till låga kostnader. 

## Biografi

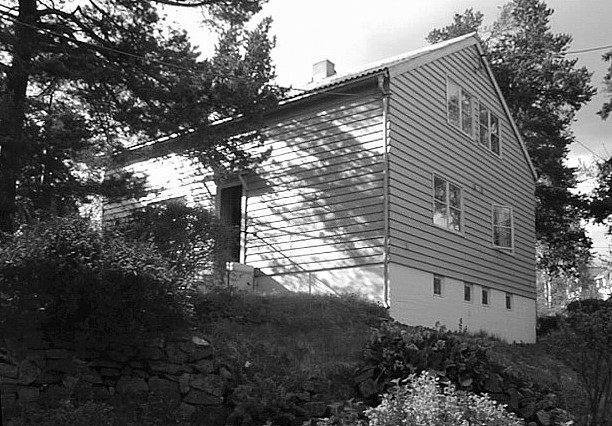
Ekebergshuset, 2006.

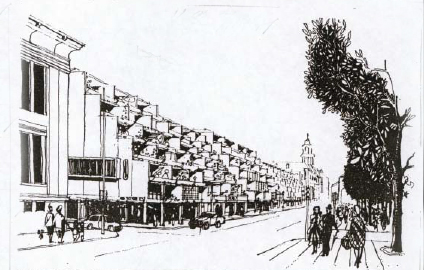
Olav Selvaags skiss till terrasshus, 1971

Olav Selvaag växte upp i Lista i södra Norge. Hans far Ole Walaas Selvaag (1870-1930) var läkare och hans mor Kathrine Amalie, född Samuelsen, (1884-1970) var lärare. Olav Selvaag fick sin utbildning till civilingenjör vid Norges tekniska högskola i Trondheim. 1936 började han som ingenjör i ett mindre byggföretag som leds av Fredrik Ringnes. 1943 blev Selvaag Ringnes partner och delägare i företaget. 1956 övertog han Ringens andelar och namnändrade sedan firman till A/S Selvaagbygg. 1985 blev sonen Ole Gunnar Selvaag verkställande direktör. Idag heter företaget Selvaag Gruppen AS med säte i Oslo. År 2017 hade företaget drygt 200 medarbetare. 
I bostadsbristens tid efter andra världskriget kritiserade Selvaag den ineffektiva bostadsproduktionen i sitt hemland och menade att  han kunde producera tre gånger så många bostäder med samma mängd material och samma arbetsinsats. Hans recept var bland annat standardisering, industrialisering av byggprocessen och långa produktionsserier på samma sätt som man massproducerar bilar. Som bevis för sitt påstående byggde han en prototyp, det så kallade Ekeberghuset som efter 12 veckors byggtid stod färdig den 3 september 1948. Ekeberghuset möttes med skepsis och många trodde att Selvaags effektiva byggmetoder inte gick att tillämpa i större skala. Men det gick och Selvaags företag fick uppdraget ett bygga ett bostadsområde i Bestum i Oslo och senare i Bærum. 
Det skulle bli omkring 35 000 bostäder som Selvaag byggde mellan 1936 och 1986 i Oslo med omgivning. Därmed blev A/S Selvaagbygg en av Norges största byggföretag. Selvaag brukade ”signera” sina byggen med skulpturer av kända bildhuggare. Med tiden hade Selvaagbygg förvärvat knappt 500 skulpturer och blev den största inköpare av norsk skulptur vid sidan om staten. Selvaag var även en pionjär gällande terrasshus i Norge. På 1950-talet byggdes ett av hans terrasshus i finländska Höyhtyä. I november 1971 presenterade han ett förslag visande terrasshus med hängande trädgårdar längs Karl Johans gate i Oslo. Detta skulle göra "gatubilden mjukare, och inte minst kommer det bli mycket mer charmigt", menade han.

## Selvaag i Sverige
Selvaags patenterade radhuskonstruktioner lanserades på bomässan Bo54 i Lund av den svenske byggmästaren Harry Karlsson. Husen blev Harry Karlssons genombrott som storbyggmästare i Sverige. Selvaag var även en av pionjärerna bakom terrasshus i Norge.